# Chantepie
 Chantepie  es una población y comuna francesa, situada en la región de Bretaña, departamento de Ille y Vilaine, en el distrito de Rennes y cantón de Rennes-Sud-Est.

## Demografía
| 1310 | 1594 | 2651 | 3677 | 5898 | 6793 |
| Para los censos de 1962 a 1999 la población legal corresponde a la población sin duplicidades (Fuente: INSEE [Consultar]) |      |      |      |      |      |